# Alexander Rueb
Alexander Rueb (Hága, 1882. december 27. − Hága, 1959. február 2.) holland jogász, diplomata, sakkvezető, sakkfeladványszerző, nemzetközi sakkversenybíró. A Nemzetközi Sakkszövetség egyik alapítója és első elnöke 1924−1949 között.
Amatőr sakkozóként 1908-tól dolgozott a Hágai Legfelsőbb Bíróságon (főtörvényszék), amelynek később elnöke volt. 1922−1928 között a Holland Sakkszövetség alapító elnöke, 1924-ben a Nemzetközi Sakkszövetség (FIDE) alapítója, és annak első elnöke volt, amely tisztet 1949-ig töltötte be. Ezt követően haláláig a FIDE tiszteletbeli elnöke. Jelentős volt a sakkhoz kapcsolódó gyűjteménye, amely halálát követően az Amsterdam University könyvtárába került. Ismert sakkfeladványszerző, különösen a végjátéktanulmányok területén alkotott. Végjátéktanulmányai 1945−1955 között tíz kötetben jelentek meg.

## Sakkvezetői pályafutása

### A Holland Sakkszövetség alapítója
1920-ban elnöke lett a legrégebbi hágai DD (Discendo Discimus) sakk-klubnak, amelynek színeiben ő maga is sakkozott. Megvette az épületet, amelyet Nemzeti Sakképületnek (hollandul: Nationaal SchaakGebouw)  nevezett el. Két évvel később a Holland Sakkszövetség egyik alapítója volt, és annak első elnökévé választották. Mindkét pozíciójáról 1928-ban mondott le a Nemzetközi Sakkszövetségben ellátott pozíciója miatt.

### A Nemzetközi Sakkszövetség alapítója és első elnöke
1924-ben a párizsi sakkolimpia záróeseményeként alakult meg a Nemzetközi Sakkszövetség (FIDE), amelynek első elnökévé választották.  1928-ban egészségi állapotára hivatkozva, valamint azzal az indokkal, hogy több időt szeretne foglalkozni a sakkozással, beadta lemondását, amit viszont a sakkszövetség kongresszusa nem fogadott el, és ezt a tisztségét még további két évtizeden keresztül, egészen keresztül 1949-ig viselte.
Mint FIDE elnök aktívan részt vett a nemzeti sakkcsapatok versengését hivatott sakkolimpiák folyamatossá válásában, valamint a férfi és női sakkvilágbajnokságok rendszeres megrendezésében.
Nagy szerepe volt a jelenleg is használatos sakkvilágbajnoki rendszer kialakításában, amely szerint a világbajnoki címet páros mérkőzésen kell eldönteni, ahol a kihívó személyét azt megelőző versenyeken kell kiválasztani. Ezzel a megoldással élesen szembehelyezkedett az akkor regnáló világbajnok Alekszandr Aljechin, és bevezetésére csak Aljechin halála után, a FIDE 1946-os hágai kongresszusán elhatározott elvek szerint az 1951-es sakkvilágbajnokságtól kezdődően  került sor. A férfi és női sakkvilágbajnokságok esetén egyaránt azt az elvet követte, hogy azokat a FIDE égisze alatt kell megrendezni.
Az ő elnöksége alatt fogadta el a FIDE a Gens una sumus (egy családba tartozunk) jelmondatát.
1951-től haláláig a FIDE nemzetközi sakkversenybírója volt.

## Sakkeredményei, feladványszerzői munkássága
Tagja volt az első nemhivatalos sakkolimpián Hollandia válogatottjának.
Elsősorban a végjátékokat tanulmányozta, amelyek katalogizálására külön rendszert fejlesztett ki. Ezzel kapcsolatos tanulmányait 1945−1955 között tíz kötetben jelentette meg.  A tanulmánysorozat két részből áll: az első öt kötet amely a lényegi tanulmányrész,  De Schaakstudie címet,  második öt kötet, amely példákat mutat be a tanulmányban ismertetettekre, a  Bronnen van de Schaakstudie címet viseli.
Levelezési sakkozással is foglalkozott, és Max Euwével és Alekszandr Aljechinnel együtt egy levelezési sakkvilágbajnokság megszervezésén fáradozott, amely azonban csak a második világháború után valósult meg.

## Gyűjteménye
Már az 1920-as évektől gyűjtötte a sakk-könyveket, folyóiratokat és más sakkal kapcsolatos emlékeket, levelezéseket. Ez a gyűjteménye a második világháború egy bombázása során teljesen odaveszett. A háborút követően ismét elkezdte a gyűjtést, amely halála után az Amszterdami Egyetem kezelésébe került. A kollekció 2200 könyvet és 1000 folyóiratot tartalmaz.